# Zaina Kapepula
Zaina Kapepula (Lubumbashi, 14 agosto 1975) è un'ex cestista della Repubblica Democratica del Congo.

## Carriera
Con lo Zaire ha disputato i Giochi olimpici di Atlanta 1996.